# Antonio Betancor
Antonio José Betancor (Santa Cruz de Tenerife, 1942 - Madrid, 3 de octubre de 2006) fue un director de cine y guionista español.

## Biografía
Miembro del comité asesor del Festival Internacional de Cine de Las Palmas de Gran Canaria y de la Comisión Asesora de la Consejería de Cultura del Gobierno de Canarias en los 80, estudió Derecho y se tituló en la Escuela Oficial de Cinematografía con la práctica El último trabajo 1971. Después logra una beca de la Fundación March y estudió varios cursos en la norteamericana University of Southern California. Trabajó como ayudante de Mario Camus y en TVE desarrolló episodios de la serie Paisajes con figuras. 

## Filmografía
- 1972 - Una escultura, corto documental
- 1972 - Dos setenta cincuenta y tres, último trabajo, cortometraje
- 1978 - Sentados al borde de la mañana, con los pies colgando
- 1982 - Crónica del alba. Valentina
- 1983 - 1919: Crónica del alba 2ª parte
- 1998 - Mararía
- 2004 - Hay motivo

Como guionista participó en todas las películas que dirigió, además de en Los días del pasado (1978).